# Chiesa di Sant'Anna (Isera)
La chiesa di Sant'Anna è una chiesa sussidiaria di Reviano, frazione di Isera in Trentino. Fa parte della zona pastorale della Vallagarina dell'arcidiocesi di Trento e risale al XV secolo.

## Storia

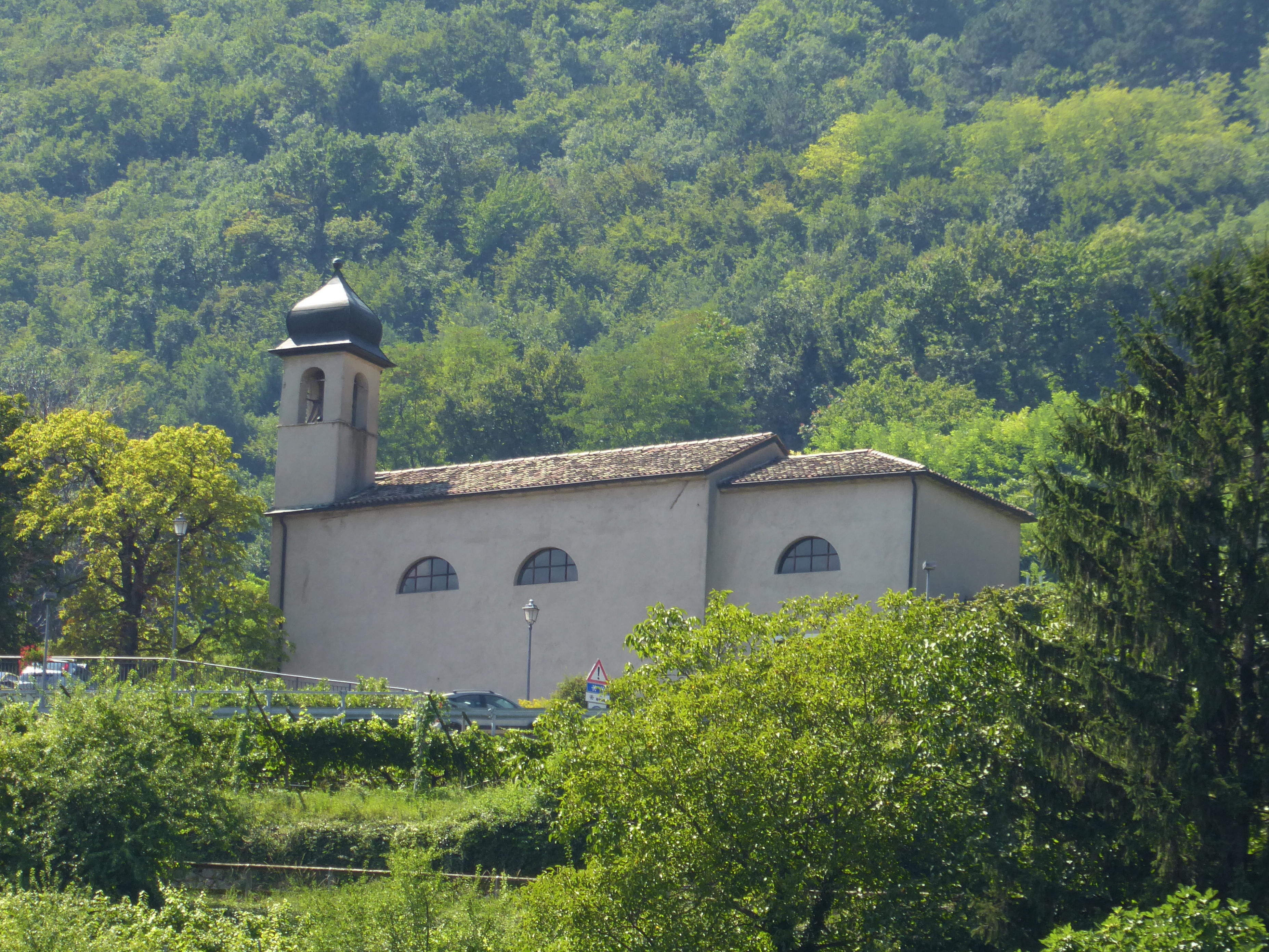
Chiesa di Sant'Anna vista dal basso e lateralmente

L'edificio venne eretto quasi certamente durante la prima metà del XV secolo e nel 1537, dagli atti relativi ad una visita pastorale del cardinale e principe vescovo di Trento Bernardo Clesio, risultò la presenza di tale luogo di culto che tuttavia non era ancora stato consacrato. La consacrazione fu poi celebrata in un momento incerto ma entro il 1581, poiché una visita pastorale di quell'anno citò il tempio come consacrato.
La prima testimonianza della presenza di affreschi sulle pareti della sala arrivò dagli atti di una terza visita pastorale, che avvenne nel 1619. Nel 1636 venne rilevata la necessità di difendere la chiesa dalle possibili inondazioni causate dal torrente che scorre accanto ma si ignorano i particolari relativi a questi lavori.
Durante la prima metà del XVIII secolo l'edificio fu oggetto di importanti lavori di ampliamento che portarono alla ricostruzione quasi completa della struttura. Rimase, della primitiva chiesa, solo la zona absidale. I lavori, attorno al 1728 sarebbero arrivati già ad uno stadio avanzato e poi si sarebbero conclusi attorno al 1735. A testimonianza di questa tesi la presenza, nel presbiterio, di una piccola cornice a stucco con dipinta all'interno la data MVIIXXXV (in cifre romane).
Una seconda consacrazione venne celebrata dopo questa ricostruzione, nel 1756.
Negli ultimi anni del XIX secolo gli interni vennero decorati da Davide Turella. Negli anni dieci la chiesa fu interessata da due interventi a scopo conservativo che portarono alla posa di nuove balaustre presbiteriali. Gli ultimi interventi si sono effettuati entro il 2003, ed hanno riguardato l'aggiornamento di alcuni impianti, il consolidamento delle coperture interne, il rifacimento delle intonacature, la sostituzione delle vetrate e l'adeguamento liturgico, con la rimozione delle balaustre presbiteriali poste quasi un secolo prima.

## Descrizione

### Esterni
La chiesa ha una facciata a capanna molto semplice, con due spioventi.

### Interni
L'interno è a navata unica e conserva due interessanti altari barocchi in legno. Particolare è l'ex voto appeso alla parete e che raffigura, su una tavoletta, una carrozza che sta per uscire di strada. Tale opera sarebbe stata commissionata dai conti Liechtenstein, importante famiglia nobile che a Isera visse per oltre due secoli e che a lungo ebbe la proprietà del palazzo Liechtenstein - Fedrigotti, poi sede comunale.